# Jamaica en los Juegos Paralímpicos de Arnhem 1980
Jamaica estuvo representada en los Juegos Paralímpicos de Arnhem 1980 por un total de 13 deportistas, siete mujeres y seis hombres.

## Medallistas
El equipo paralímpico jamaicano obtuvo las siguientes medallas:
| Nombre                     | Deporte       | Evento                    |
| -------------------------- | ------------- | ------------------------- |
| Oro                        |               |                           |
| Leone Williams             | Atletismo     | Disco 5 femenino          |
| Leone Williams             | Atletismo     | Peso 5 femenino           |
| Minette Wilson             | Atletismo     | Maza 1B femenino          |
| Henriette Davis            | Atletismo     | Peso 4 femenino           |
| Sarah Newland              | Atletismo     | 100 m D1 femenino         |
| Davis Jeffreson            | Atletismo     | Jabalina 3 masculino      |
| Sarah Newland              | Natación      | 100 m braza D1 femenino   |
| Plata                      |               |                           |
| Quida White                | Atletismo     | Disco 3 femenino          |
| Nella McPherson            | Atletismo     | Eslalon 3 femenino        |
| Henriette Davis            | Atletismo     | Jabalina 4 femenino       |
| Leone Williams             | Atletismo     | Jabalina 5 femenino       |
| Nella McPherson            | Natación      | 50 m braza 3 femenino     |
| Nella McPherson            | Natación      | 50 m espalda 3 femenino   |
| Sarah Newland              | Natación      | 150 m estilos D1 femenino |
| Bronce                     |               |                           |
| Minette Wilson             | Atletismo     | Peso 1B femenino          |
| Norman Burke               | Atletismo     | Jabalina D1 masculino     |
| Norman Burke               | Atletismo     | Peso D1 masculino         |
| Patrick Reid               | Atletismo     | Pentatlón 1C masculino    |
| Jennifer Brown Quida White | Tenis de mesa | Equipo 3 femenino         |